# Salka Viertel
Salka Viertel (nacida Salomea Steuermann; Sambir, Imperio austrohúngaro; 15 de junio de 1889 - Klosters-Serneus, Suiza, 20 de octubre de 1978) fue una actriz y guionista de cine austríaca. Participó como coguionista en numerosas películas, especialmente en las protagonizadas por su amiga íntima Greta Garbo, con la que en 1931 coprotagonizó la versión alemana de Anna Christie, basada en una obra teatral de Eugene O'Neill y dirigida por el francés Jacques Feyder sobre la que se había hecho en 1930 una versión en inglés, también protagonizada por Greta Garbo. Participó como actriz en otras películas, con el nombre de soltera Salka Steuermann. Tomó el apellido Viertel tras casarse con el guionista y director cinematográfico y teatral Berthold Viertel.

## Biografía
Era hija de un abogado y alcalde judío, nació en el seno de una familia acomodada, culta y políglota que hablaba ocho idiomas. Su carrera artística comenzó en 1910, como actriz en ciudades de provincias del Imperio austrohúngaro. Después de trabajar con Max Reinhardt en Berlín se estableció en Viena, donde conoció a su futuro marido, Berthold Viertel. Durante aquellos años europeos se relacionó con muchos escritores artistas, como Bertolt Brecht, Oskar Kokoschka (a quien trató en Dresde). En Praga llegó a conocer a Franz Kafka y a Rainer Maria Rilke.
Con su marido se trasladó a los Estados Unidos en 1928 con intención de ganar experiencia profesional. El auge del nazismo les obligó a instalarse allí casi definitivamente. Su casa, en el número 165 de Mabery Road de Santa Mónica en California se convirtió en un lugar de acogida y encuentro de exiliados europeos. Salka tuvo con Berthold Viertel tres hijos (entre otros, al escritor Peter Viertel, quien se casó con la actriz Deborah Kerr). Salka y Berthold se divorciaron en 1947, después de pasar más de una década separados.
Se ha discutido mucho el carácter de las relaciones de Salka Viertel con las actrices Greta Garbo y Marlene Dietrich y se ha llegado a afirmar su carácter lésbico. Viertel presentó a Greta Garbo a la escritora lesbiana Mercedes de Acosta en 1931. Garbo y Acosta mantuvieron una larga y tormentosa relación que duró varios años.

## The Kindness of Strangers
Viertel escribió un libro de memorias (The Kindness of Strangers, 1969), cuyo título hacía referencia a la obra de Tennessee Williams, Un tranvía llamado deseo. Luego el mismo título fue usado posteriormente por Donald Spoto para su biografía de Tennessee Williams (1985). Sobre el libro de Viertel, el escritor Carlos Pujol escribió:

Los extranjeros de Mabery Road como galería de retratos o colección de anécdotas es muy pobre, pero la personalidad de la autora posee un fuerte atractivo, y a través de ella, de su sensibilidad, se ve pasar el tiempo, se sienten los desgarrones de la Historia, y en este sentido es un libro lleno de vida; y siempre el recuerdo de sus primeros años en la casa familiar de Wychylowka ilumina toda la narración, aquel fin del Imperio que parecía haberse construido para durar una eternidad y que para Salka Viertel era tan inmortal como su memoria.
CARLOS PUJOL

## Filmografía

### Actriz
A finales de la década de 1920 y en la de 1930 Salka participó como actriz en varias películas. En todas ellas figura con su apellido natal, Salka Steuermann.
- Seven Faces (1929) de Berthold Viertel.
- Die Maske fällt (1930) de William Dieterle.
- Anna Christie (1931) de Jacques Feyder, con Greta Garbo. Salka interpreta el personaje de Marthy.
- Die heilige Flamme (1931), codirigida por William Dieterle y Berthold Viertel.

### Guionista
- Queen Christina (1933, título en español: La reina Cristina de Suecia)[7] de Rouben Mamoulian. Protagonizada por Greta Garbo, John Gilbert, Ian Keith, Lewis Stone y Elizabeth Young.
- The Painted Veil (1934, El velo pintado)[8] de Richard Boleslawski. Basada en la novela de Somerset Maugham y protagonizada por Greta Garbo, Herbert Marshall y George Brent.
- Anna Karenina (1935) de Clarence Brown. Basada en Ana Karenina de León Tolstói y protagonizada por Greta Garbo, Fredric March, Basil Rathbone, Maureen O'Sullivan, Freddie Bartholomew, Reginald Owen y May Robson.
- Conquest (1937) de Clarence Brown. Basada en la novela de Waclaw Gasiorowski y protagonizada por Greta Garbo, Charles Boyer, Reginald Owen y Alan Marshal.
- Two-Faced Woman (1941, La mujer de las dos caras)[9] de George Cukor, con Greta Garbo, Melvyn Douglas, Constance Bennett, Roland Young, Robert Sterling y Ruth Gordon. Se trata de la última película en la que participó Greta Garbo.
- Deep Valley (1947) de Jean Negulesco, con Ida Lupino y Dane Clark.
- L'Amante di Paride (1954) de Marc Allégret y Edgar G. Ulmer, con Hedy Lamarr y Massimo Serato.
- Los bateleros del Volga (I battellieri del Volga, 1959) de Viktor Tourjansky, con John Derek y Elsa Martinelli.[10]